# Liste der Stolpersteine in Neumünster

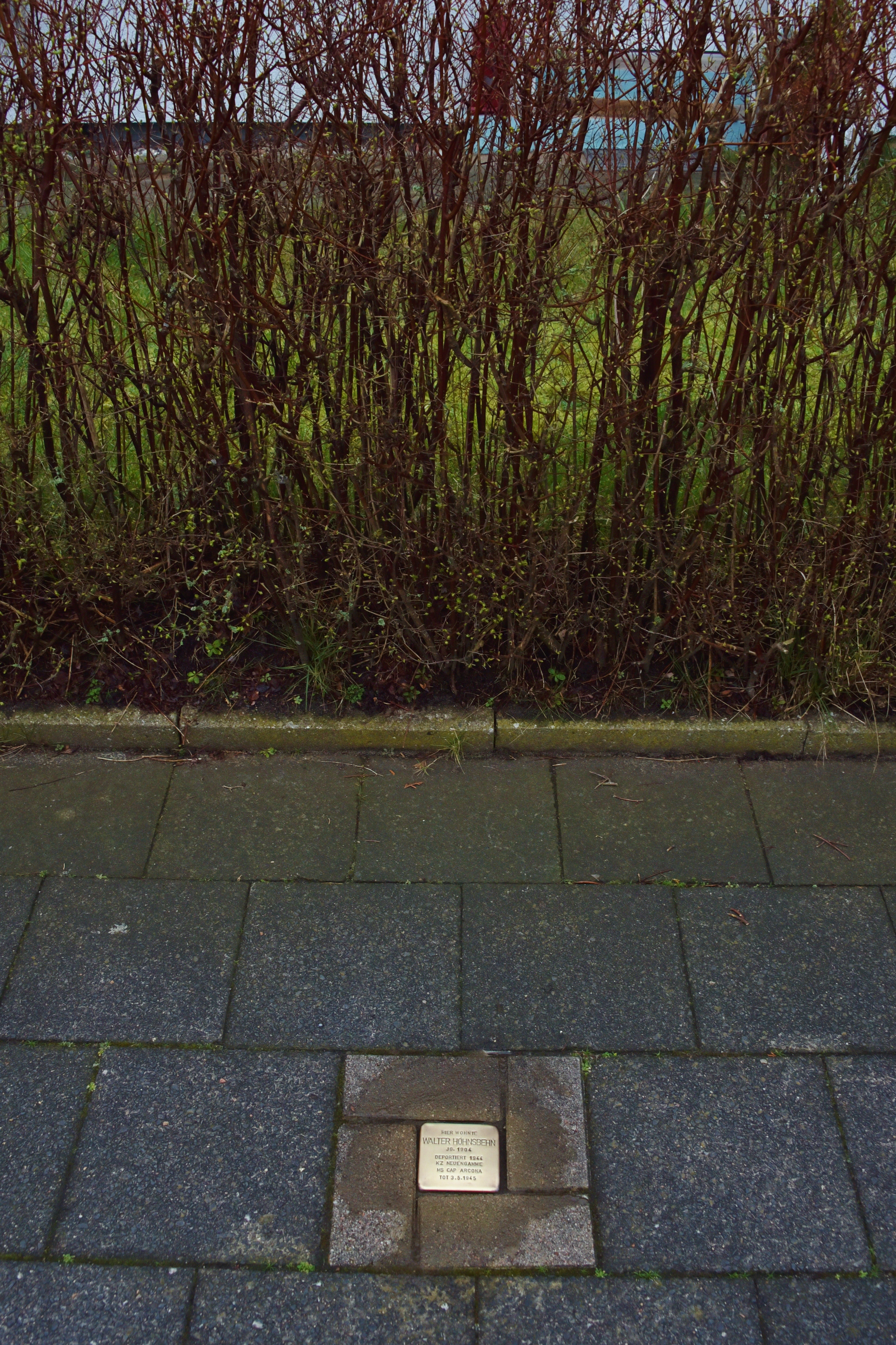
Stolperstein in Neumünster

Die Liste der Stolpersteine in Neumünster enthält die Stolpersteine, die vom Kölner Künstler Gunter Demnig in Neumünster verlegt wurden. Stolpersteine erinnern an das Schicksal der Menschen, die von den Nationalsozialisten ermordet, deportiert, vertrieben oder in den Suizid getrieben wurden. Sie liegen im Regelfall vor dem letzten selbstgewählten Wohnsitz des Opfers.

## Stolpersteine in Neumünster
Die Tabellen sind teilweise sortierbar; die Grundsortierung erfolgt alphabetisch nach dem Familiennamen des Opfers.
| Stolperstein | Inschrift | Standort             | Name, Leben |
| ------------ | --- | -------------------- | --- |
|              | HIER WOHNTE HEINZ BARONOWITZ JG. 1907 DEPORTIERT KZ SACHSENHAUSEN TOT 6.3.1942                                                                             | Propstenstraße 3     | Heinz Baronowitz wurde am 17. Mai 1907 in Repsin geboren. Er hatte vier Geschwister. Er war verheiratet mit Anna Charlotte, geborene Reese, sie war keine Jüdin. Das Paar hatte zwei Kinder: Dagmar und Peter Wolf. Ab 1932 arbeitete er für die Firma Minden in Neumünster als Kaufmann. Ab 1933 war Baronowitz im Vorstand der Jüdischen Gemeinde Bad Segeberg. Im Jahr 1937 übernahm er wahrscheinlich die Textilvertretung für die Firma Thee, einer Kieler Firma. Im Zuge der Novemberpogrome 1938 wurde er das erste Mal verhaftet und in das KZ Sachsenhausen deportiert. Im Januar 1939 wurde er entlassen, musste aber Zwangsarbeit verrichten. Zuerst war er für den Straßenbau an der dänischen Grenze eingesetzt, ab September 1939 war er für die Firma Emil Köster in Neumünster tätig. Im August 1940 wurde er erneut verhaftet und nach Sachsenhausen deportiert. Baronowitz bemühte sich um eine Auswanderung nach Haiti, im Oktober 1939 erfolgte die Bewilligung seitens der dortigen Regierung, doch er wurde in das Arbeitslager Wewelsberg-Niedernhagen überstellt. Heinz Baronowitz verlor dort am 6. März 1942 sein Leben. Seine Kinder konnten 1939 mit einem Kindertransport nach Großbritannien fliehen und überlebten die Shoah. Nach Aufenthalten in Pflegeheimen in London wurde Peter in ein Waisenhaus in Nottingham geschickt. Er wurde später Arzt, war zwei Mal verheiratet und Vater zweier Kinder. Er nahm sich 1972 das Leben. Dagmar blieb in London, heiratete ebenfalls und wurde Mutter zweier Kindern. Heinz Baronowitz Ehefrau Charlotte überlebte kam 1948 ebenfalls nach London und heiratete erneut. Sein Bruder Werner ging 1933 nach New York und starb 1992. |
|              | IN NEUMÜNSTER LEBTE BERTHA BENJAMIN JG. 1886 DEPORTIERT GHETTO MINSK ?                                                                                     | Altes Rathaus        | Bertha Benjamin wurde am 29. Januar 1886 in Hamburg geboren. Ab 1913 gehörte sie der Jüdischen Gemeinde Bad Segeberg an. Sie war Wirtschafterin in Neumünster und lebte auch dort, jedoch ist ihre Adresse unbekannt. Bertha Benjamin wurde in das Ghetto Minsk deportiert und gilt ist verschollen. Der Stolperstein zu ihrem Gedenken wurde vor dem Alten Rathaus verlegt. Patin dieses Steines ist die Freiherr-vom-Stein-Schule. |
|              | HIER WOHNTE FRIEDRICH RUDOLF GEUSSENHAINER JG. 1912 VERHAFTET 1943 KZ MAUTHAUSEN TOT 1945                                                                  | Großenflecken 17     | Friedrich Rudolf Geussenhainer, auch Frederick Geussenheiner, wurde am 24. April 1912 in Neumünster als Sohn des Fabrikanten Edwin Geussenhainer und seiner Ehefrau Mary, geborene Jansen, geboren. Er hatte zwei Brüder, Edwin Joseph (geboren 1900) und Charles (geboren 1905). Friedrich Geussenhainer absolvierte die Holstenschule seiner Heimatstadt und danach an der Schleswig-Holsteinischen Bank eine Ausbildung zum Bankkaufmann und Beamten. 1935 leistete er zwei Monate lang Arbeitsdienst und besuchte die Verkäuferschule von Ford in Köln-Niehl. Danach lebte er in Kiel und arbeitete als Autoverkäufer. 1939 zog er nach Hamburg, um dort ein Medizin-Studium aufzunehmen. Dem NS-Regime stand er anfangs positiv gegenüber, geriet jedoch ab 1939 mit der Verbotskultur in Konflikt, zuerst wegen seines Interesses an „verbotener“ Literatur und Musik, beispielsweise dem Swing, 1941 weil er als bekennender Katholik Predigten von Clemens August Graf von Galen, des Bischofs von Münster, verbreitete. Bekam er 1939 lediglich einen Strafbefehl über 30 RM oder 3 Tage Haft, später aufgehoben durch einen „Gnadenerlass des ‚Führers'“, so wurde er 1941 erstmals inhaftiert. Er schloss sich dem Hamburger Zweig der Widerstandsbewegung Weiße Rose um den Buchhändler Reinhold Meyer an und befreundete sich mit dem Studienkollegen Albert Suhr. Über diesen kam er zu den Candidates of humanity, einer Gruppe oppositioneller Mediziner am Universitätskrankenhaus Eppendorf. Mitte 1943 wurde der Kreis von der Gestapo-Agentin Yvonne Glass-Dufour verraten, zu den im Juli 1943 Verhafteten zählte auch Friedrich Rudolf Geussenhainer. Er versuchte der Verhaftung zu entkommen, wurde dabei aber mit Seitengewehrstichen an Kopf und Bein verletzt und konnte deshalb überwältigt werden. Er wurde in das Polizeigefängnis Fuhlsbüttel eingeliefert und blieb in Haft, obwohl keine Anklage gegen ihn erhoben wurde. Am 6. Juni 1944 wurde er als sogenannter Schutzhäftling in das KZ Neuengamme überstellt, am 7. Oktober 1944 in das KZ Mauthausen. Ab Dezember 1944 war er zur Zwangsarbeit im Außenlager Gusen eingeteilt, ab 3. April 1945 beim Kommando Amstetten. Friedrich Rudolf Geussenhainer verlor sein Leben im April oder Mai 1945 und wurde auf einem von der US-Armee angelegten Militärfriedhöfe bestattet. Eine Exhumierungsliste aus den späteren 1950er Jahren ist erhalten. In ihr ist vermerkt, dass seine sterblichen Überreste exhumiert und auf dem ehemaligen Quarantänehof im jetzigen Gedenkstättengelände wiederbestattet wurden. In Hamburg erinnern mehrere Gedenktafeln und ein weiterer Stolperstein an Geussenhainer. |
|              | HIER WOHNTE FRIEDRICH GNOSS JG. 1889 VERHAFTET 1938 KZ NEUENGAMME ERMORDET 23.1.1944                                                                       | Schleusberg 2a       | Friedrich Wilhelm Gnoss |
|              | HIER WOHNTE RITA GUMPRICH GEB. KRUTZ JG. 1907 DEPORTIERT AUSCHWITZ ?                                                                                       | Schleusberg 31       | Rita Gumprich |
|              | HIER WOHNTE RUDOLF HENNING JG. 1879 VERHAFTET 22.7.1944 KZ NEUENGAMME TOT 1944                                                                             | Plöner Straße 87     | Rudolf Henning |
|              | HIER WOHNTE WALTER HOHNSBEHN JG. 1904 DEPORTIERT 1944 KZ NEUENGAMME MS CAP ARKONA TOT 3.5.1945                                                             | Bellmannstraße 16    | Walter Hohnsbehn |
|              | ANITA HELLA HOPSTEIN JG. 1905 FLUCHT 1933 HOLLAND VERSTECKT GELEBT BEFREIT                                                                                 | Kuhberg 27           | Anita Hella Hopstein |
|              | HIER WOHNTE GERDA KRUTZ JG. 1908 DEPORTIERT IZBICA ? | Schleusberg 31       | Gerda Krutz |
|              | HIER WOHNTE MAX KRUTZ JG. 1879 DEPORTIERT AUSCHWITZ ? | Schleusberg 31       | Max Krutz |
|              | HIER WOHNTE KONRAD MATZKE JG. 1883 DEPORTIERT KZ NEUENGAMME TOT 3.5.1945                                                                                   | Großenflecken 39     | Konrad Matzke |
|              | HIER WOHNTE EGON SALOMON MINDEN JG. 1904 DEPORTIERT 1942 AUSCHWITZ ?                                                                                       | Wasbeker Straße 10   | Egon Salomon Minden |
|              | HIER WOHNTE ROSA MINDEN GEB. MARCUS JG. 1883 DEPORTIERT 1942 AUSCHWITZ ?                                                                                   | Kieler Straße 94     | Rosa Minden |
|              | HIER WIRKTE EDUARD MÜLLER JG. 1911 GESTAPOHAFT HINGERICHTET IN HAMBURG 10.11.1943 URTEIL VOM VOLKSGERICHTSHOF                                              | Bahnhofstraße 35     | Eduard Burkhard Paul Müller |
|              | HIER WOHNTE FRANZ MÜLLER JG. 1905 VERHAFTET KZ MAUTHAUSEN TOT 1942                                                                                         | Schützenstraße 12    | Franz Müller |
|              | HIER WOHNTE CHRISTIAN MUSCHKOGEL JG. 1897 'SCHUTZHAFT' 1933 ESTERWEGEN 1939 NEUENGAMME NOV. 1944 SS-SONDEREINHEIT DIRLEWANGER SCHICKSAL UNBEKANNT          | Färberstraße 13      | Christian Muschkogel |
|              | HIER WOHNTE HANS PODEYN JG. 1888 VERHAFTET KZ BUCHENWALD ERMORDET 13.3.1942                                                                                | Hauptstraße 67       | Hans Podeyn Ein weiterer Stolperstein befindet sich in Hamburg-Barmbek-Süd. |
|              | HIER WOHNTE ROSA PREMINGER JG. 1896 DEPORTIERT 1942 IZBICA-LUBLIN ?                                                                                        | Wasbeker Straße 97   | Rosa Preminger |
|              | HIER WOHNTE MAX RICHTER JG. 1881 VERHAFTET 22.8.1944 KZ NEUENGAMME MS CAP ARKONA TOT 3.5.1945                                                              | Christianstraße 22   | Max Richter |
|              | HIER WOHNTE ALICE BERTHA SPITZ GEB. MINDEN JG. 1906 DEPORTIERT 1941 GHETTO RIGA ?                                                                          | Kieler Straße 21     | Alice Bertha Spitz |
|              | HIER WOHNTE BERND A. SPITZ JG. 1938 DEPORTIERT 1941 TOT IM GHETTO RIGA                                                                                     | Kieler Straße 21     | Bernd A. Spitz |
|              | HIER WOHNTE EGON SPITZ JG. 1934 DEPORTIERT 1941 TOT IM GHETTO RIGA                                                                                         | Kieler Straße 21     | Egon Spitz |
|              | HIER WOHNTE HANS GEORG SPITZ JG. 1929 DEPORTIERT 1941 TOT IM GHETTO RIGA                                                                                   | Kieler Straße 21     | Hans Georg Spitz |
|              | HIER WOHNTE INES SPITZ JG. 1931 DEPORTIERT 1941 TOT IM GHETTO RIGA                                                                                         | Kieler Straße 21     | Ines Spitz |
|              | HIER WOHNTE ERNST STICHERT JG. 1898 VERHAFTET KZ SACHSENHAUSEN KZ DACHAU LANDESANSTALT SCHLOSS HARTHEIM ERMORDET 14.4.1942                                 | Bahnhofstraße 44     | Ernst Stichert |
|              | HIER WOHNTE LUDWIG TAMM JG. 1883 VERHAFTET 4.1.1939 KZ DACHAU TOT 23.9.1941                                                                                | Großenflecken 54     | Ludwig Carl Tamm |
|              | HIER WOHNTE RUDOLF H. E. TIMM JG. 1901 VERHAFTET 1934 POLIZEIGEFÄNGNIS ERMORDET 25.1.1934                                                                  | Carlstraße 23        | Rudolf Heinrich Eggert Timm |
|              | DAN BERNADUS WEISSBAUM JG. 1936 HOLLAND VERSTECKT GELEBT BEFREIT                                                                                           | Kuhberg 27           | Dan Bernadus Weissbaum |
|              | HIER WOHNTE EDITH WEISSBAUM GEB. HOPSTEIN JG. 1893 FLUCHT 1933 HOLLAND VERSTECKT GELEBT INTERNIERT WESTERBORK DEPORTIERT 1944 AUSCHWITZ ERMORDET 11.2.1944 | Kuhberg 27           | Edith Weissbaum geb. Hopstein |
|              | HIER WOHNTE GUSTAV WEISSBAUM JG. 1894 FLUCHT 1933 HOLLAND VERSTECKT GELEBT INTERNIERT WESTERBORK DEPORTIERT 1944 AUSCHWITZ ERMORDET 11.2.1944              | Kuhberg 27           | Gustav Weissbaum |
|              | HIER WOHNTE HELMINE CHAJA WEISSBAUM JG. 1923 FLUCHT 1933 HOLLAND VERSTECKT GELEBT BEFREIT                                                                  | Kuhberg 27           | Helmine Chaja Weissbaum |
|              | HIER WOHNTE IRMGARD WEISSBAUM JG. 1924 FLUCHT 1933 HOLLAND VERSTECKT GELEBT BEFREIT                                                                        | Kuhberg 27           | Irmgard Weissbaum |
|              | HIER WOHNTE WALTER ZAHLMANN JG. 1915 VERHAFTET KZ SACHSENHAUSEN KZ DACHAU ERMORDET 23.3.1940                                                               | Ehndorfer Straße 119 | Walter Zahlmann |

## Verlegedaten
- 22. August 2005: Bahnhofstraße 35, Propstenstraße 3, Großflecken 39
- 10. Oktober 2006: Kieler Straße 21 und 94, Plöner Straße 87, Schleusberg 31, Schützenstraße 12
- 24. April 2007: Altes Rathaus, Bellmannstraße 16, Carlstraße 23, Christianstraße 22, Großflecken 17 und 54, Wasbeker Straße 10 und 97
- 7. August 2008: Bahnhofstraße 44, Ehndorfer Straße 119, Färberstraße 13, Hauptstraße 67, Schleusberg 2a
- 1. Dezember 2015: Kuhberg 27